# Raparna obenbergeri
Raparna obenbergeri är en fjärilsart som beskrevs av Embrik Strand 1920. Raparna obenbergeri ingår i släktet Raparna och familjen nattflyn. Inga underarter finns listade.